# Der Bulle von Tölz: Krieg der Camper
Krieg der Camper (Arbeitstitel: Die toten Campingplätze) ist ein deutscher Fernsehfilm von Wolfgang F. Henschel aus dem Jahr 2007 nach einem Drehbuch von Andreas Föhr und Thomas Letocha. Es ist die 63. Folge der Krimiserie Der Bulle von Tölz mit Ottfried Fischer als Hauptdarsteller in der Rolle des Hauptkommissars Benno Berghammer.

## Handlung
Der Campingplatz-Besitzer Karl Prengel nimmt eine tödliche Dosis E 605 ein und schreibt einen Abschiedsbrief mit einem Mordgeständnis. Doch bevor er den Namen seines Opfers zu Papier bringen kann, ereilt ihn der Tod. An seiner Leiche wird fremdes Blut festgestellt, wahrscheinlich das des Mordopfers.
Hauptkommissar Benno Berghammer und Kommissarin Nadine Richter erfahren, dass Karl Prengel mit dem Besitzer des angrenzenden Campingplatzes, Uwe Mautner, seit Jahren einen erbitterten Nachbarschaftskrieg führte. Mautner ist seit der Nacht, in der Prengel Selbstmord begangen hat, verschwunden, und in der Nähe der Campingplätze befinden sich Spuren eines Autounfalls. Prengels Platzwart Manfred Göpping verstrickt sich in Widersprüche, weshalb Benno und Nadine ihn beobachten. Sie folgen ihm zu einer Hütte, wo er Uwe Mautner eingesperrt und mit Lebensmitteln versorgt hat. Mautner wird mit Knochenbrüchen und inneren Verletzungen ins Krankenhaus gebracht. Göpping gibt an, er habe Prengel vor dem Gefängnis bewahren wollen, also habe er Mautner wegbringen müssen; überfahren habe er ihn aber nicht.
Staatsanwalt Dr. Georg Lenz gibt an, dass er die Rechtsanwältin Tatjana Rankowitz vermisst, die eigentlich sehr zuverlässig ist. Benno und Nadine suchen ihren Mann Edgar Rankowitz auf. Später finden sie heraus, dass Prengel und Tatjana Rankowitz Streit hatten, was damit zusammenhängt, dass sie und ihr Cousin Manfred Göpping gemeinsam ein Schloss besitzen. Prengel hat vergeblich versucht, Frau Rankowitz zum Verkauf des Schlosses zu bewegen. Da das Handy der Anwältin zuletzt in der Gegend um den Campingplatz eingeloggt war, könnte sie das gesuchte Mordopfer sein, doch ihr Mann ist davon überzeugt, dass sie noch lebt.
Schließlich gibt es noch Hinweise auf einen Campinggast aus Dortmund, Heinz Klöngsen, der am Abend vor Prengels Selbstmord hätte anreisen sollen, aber anscheinend nie angekommen ist. Die Spurensicherung hat im Müllcontainer des Campingplatzes neuwertige Campingausrüstung gefunden, die Klöngsen gehören könnte. Zudem hat Resi Berghammer beobachtet, wie der Campinggast Gregor Bauer bei Prälat Hinter gebeichtet und ihm anschließend einen Plastikbeutel übergeben hat. Wie sich herausstellt, befanden sich eine Goldkette und eine goldene Uhr darin, die Heinz Klöngsen gehörten. Mit Hilfe einer Skizze, die Gregor Bauer für den Prälaten in einem Versteck hinterlassen hat, wird Klöngsens Leiche im Moor gefunden. Von ihr stammt das Blut, das an Karl Prengels Körper haftete.
Berghammer und Richter finden heraus, dass am Auto einer gewissen Helga Gascher ein Kotflügel repariert wurde. Sie gibt zu, ein Verhältnis mit Uwe Mautner zu haben, doch das Fahrzeug hat sie für einige Tage an Karl Prengels Sohn Pit verliehen, der bei ihr arbeitet. Die Kommissare lassen nach ihm fahnden und erhalten bald darauf die Meldung, dass sein Motorrad vor dem Krankenhaus steht.
Pit Prengel gesteht Uwe Mautner am Krankenbett, dass er seit zwei Jahren ein heimliches Verhältnis mit seiner Stieftochter Nina hat, und schlägt vor, den Streit zwischen ihren Familien beizulegen, zumal er als Sohn nichts dafür kann. Doch als Mautner sich unerbittlich zeigt, macht Pit sich am Lebenserhaltungssystem zu schaffen. Die Kommissare kommen gerade noch rechtzeitig hinzu und nehmen ihn wegen versuchten Mordes fest. Er sagt, er habe keinen anderen Ausweg für ihre Liebe gewusst. Zum Tod von Heinz Klöngsen erfahren die Kommissare, dass dieser zur Polizei gehen wollte, weil er mitbekommen hat, wie Uwe Mautner von Pit angefahren wurde. Karl Prengel wollte nicht, dass sein Sohn wegen Uwe Mautner ins Gefängnis kommt, und hat Klöngsen im Streit erschlagen. Als Polizeihauptmeister Schmidt Pit Prengel abführen will, kommt Nina Mautner angelaufen und behauptet, sie habe ihren Stiefvater angefahren, doch Pit widerspricht ihr. So geht das Geständnis hin und her.
Inzwischen hat sich auch das Rätsel um die verschwundene Anwältin Tatjana Rankowitz gelöst: Ihr Mann hat festgestellt, dass seine Frau mit dem Koch durchgebrannt ist und sämtliche Konten geplündert hat.

### Nebenhandlung
Resi Berghammer hat Besuch von ihrem Bekannten Walter von Mallorca. Nun schmiedet sie Pläne, ihren Lebensabend auf dieser Insel zu verbringen. Dazu eignet Resi sich ein paar Grundkenntnisse über die spanische Sprache an. Zum Leidwesen ihres Sohnes Benno setzt sie ihr Vorhaben in die Tat um.

## Hintergrund
Die Dreharbeiten wurden in Bad Tölz und Gaißach durchgeführt; als Schauplatz für die „Pension Resi“ diente das Hollerhaus Irschenhausen.
Nach dieser Folge musste Ruth Drexel krankheitsbedingt für die nächsten fünf Episoden aussetzen. In Folge 69, Abenteuer Mallorca, trat sie ein letztes Mal als Resi Berghammer in Erscheinung.

## Ausstrahlung
Die Erstausstrahlung erfolgte am 27. März 2007 auf ORF 1.
Im deutschen Free-TV wurde der Film erstmals am 2. April 2007 zur Primetime auf Sat.1 gesendet. Den Film verfolgten 4,77 Millionen Zuschauer bei 14,9 Prozent Marktanteil. In der werberelevanten Zielgruppe sahen 1,60 Millionen zu (12,9 Prozent Marktanteil).

## Kritik
Die Programmzeitschrift TV Spielfilm schreibt: „Trantütig inszeniert und arm an Lachern.“